# Bindenkauz
Der Bindenkauz (Pulsatrix melanota), auch Bänder-Brillenkauz oder Gebänderter Brillenkauz genannt, ist eine Eulenart aus der Familie der Eigentlichen Eulen (Strigidae). Sie kommt ausschließlich in Südamerika vor. 

## Erscheinungsbild
Der Bindenkauz erreicht eine Körperlänge von 48 Zentimetern und ist ein großer Vertreter innerhalb der Gattung der Brillenkäuze. Federohren fehlen, wie dies für Brillenkäuze typisch ist. Die Körperoberseite ist dunkelbraun mit einigen wenigen blassen Flecken. Die Körperunterseite ist weißlich mit auffälligen rostbraunen bis dunkelbraunen Querstreifen. Das Brustband ist breit und braun. Der Gesichtsschleier ist braun, mit weißen Augenbrauen. Die Kehle ist weißlich. Die Augen sind dunkel rotbraun bis schwarzbraun. Die Beine sind befiedert, die Zehen dagegen nackt. 
Der Bindenkauz kann mit mehreren anderen Brillenkäuzen verwechselt werden. Der Brillenkauz hat gelbliche Augen und ihm fehlen die rostbraunen Querstreifen auf dem Bauch. Der Gelbbrauenkauz hat gelblich-rotbraune Augenbrauen und auch bei ihm fehlen die rostbraunen Querstreifen auf der Körperunterseite. Der Kurzbrauen-Brillenkauz hat am Bauch keine Querstreifen und ist auf der Körperoberseite heller gefärbt. 

## Verbreitungsgebiet und Lebensraum
Das genaue Verbreitungsgebiet des Bindenkauzes ist bislang möglicherweise nicht vollständig bekannt. Er kommt in Kolumbien, im Osten von Ecuador, in Peru östlich der Anden sowie in Bolivien vor. Wahrscheinlich handelt es sich bei dieser Art um einen Standvogel. Er besiedelt feuchte und dichte Bergwälder. Seine Höhenverbreitung reicht von 700 bis 1.600 Meter über NN.

## Lebensweise
Die Lebensweise des Bindenkauzes ist bislang nur unzureichend erforscht. Vermutlich ist er nachtaktiv, sein Nahrungsspektrum ähnelt wahrscheinlich dem des Brillen- und des Gelbbrauenkauzes. 

## Belege

### Einzelbelege
1. ↑   König et al., S. 353